# Zelotes platnicki
Zelotes platnicki är en spindelart som beskrevs av Zhang, Song och Zhu 200. Zelotes platnicki ingår i släktet Zelotes och familjen plattbuksspindlar. Inga underarter finns listade i Catalogue of Life.